# Английское кладбище (Флоренция)

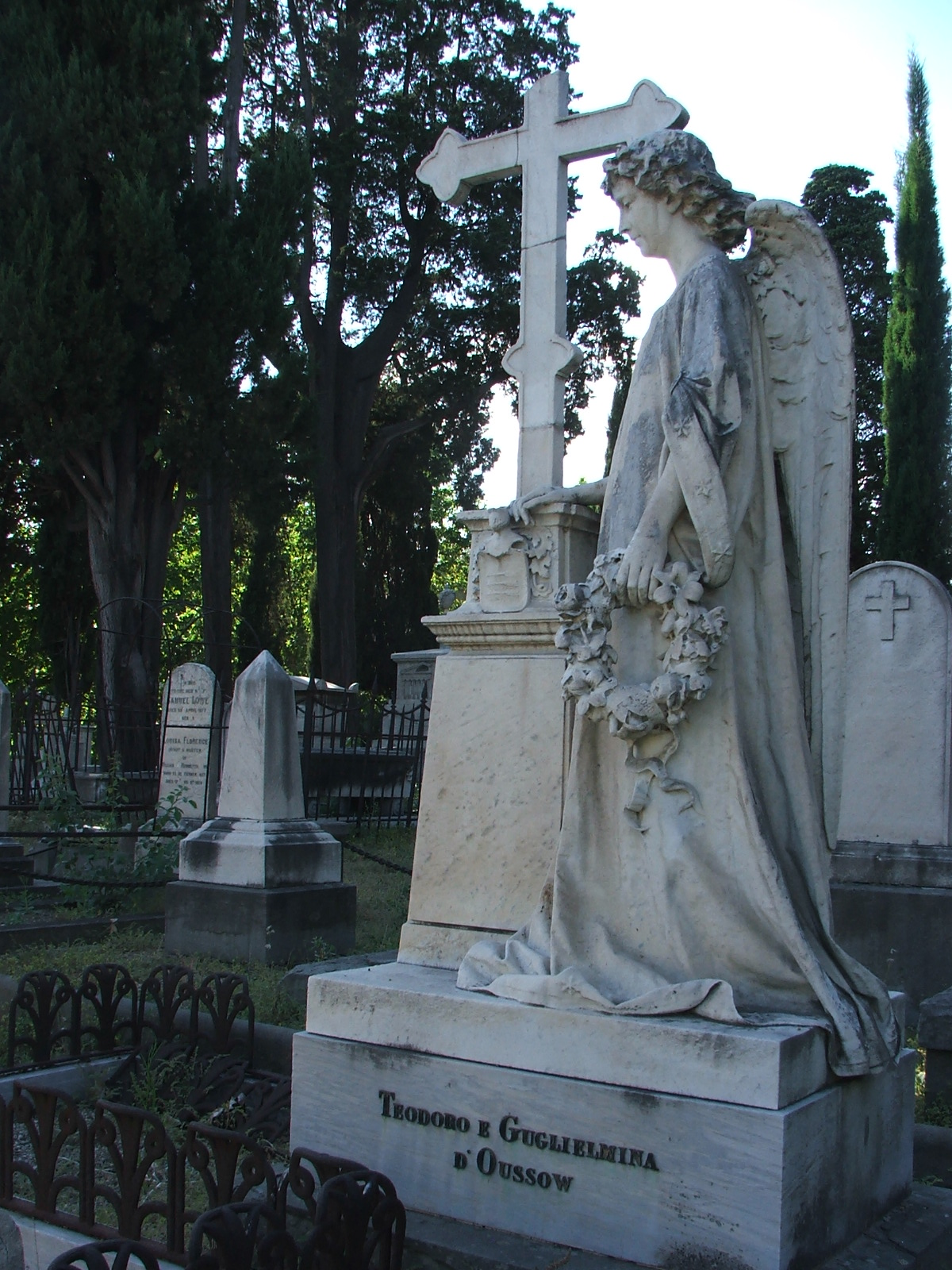

«Английское кладбище» (итал. Cimitero degli inglesi, итал. Cimitero Inglese и итал. Cimitero Protestante) — некрополь, историческое городское кладбище, расположенное на Пьяццале Донателло во Флоренции (Италия).

## История

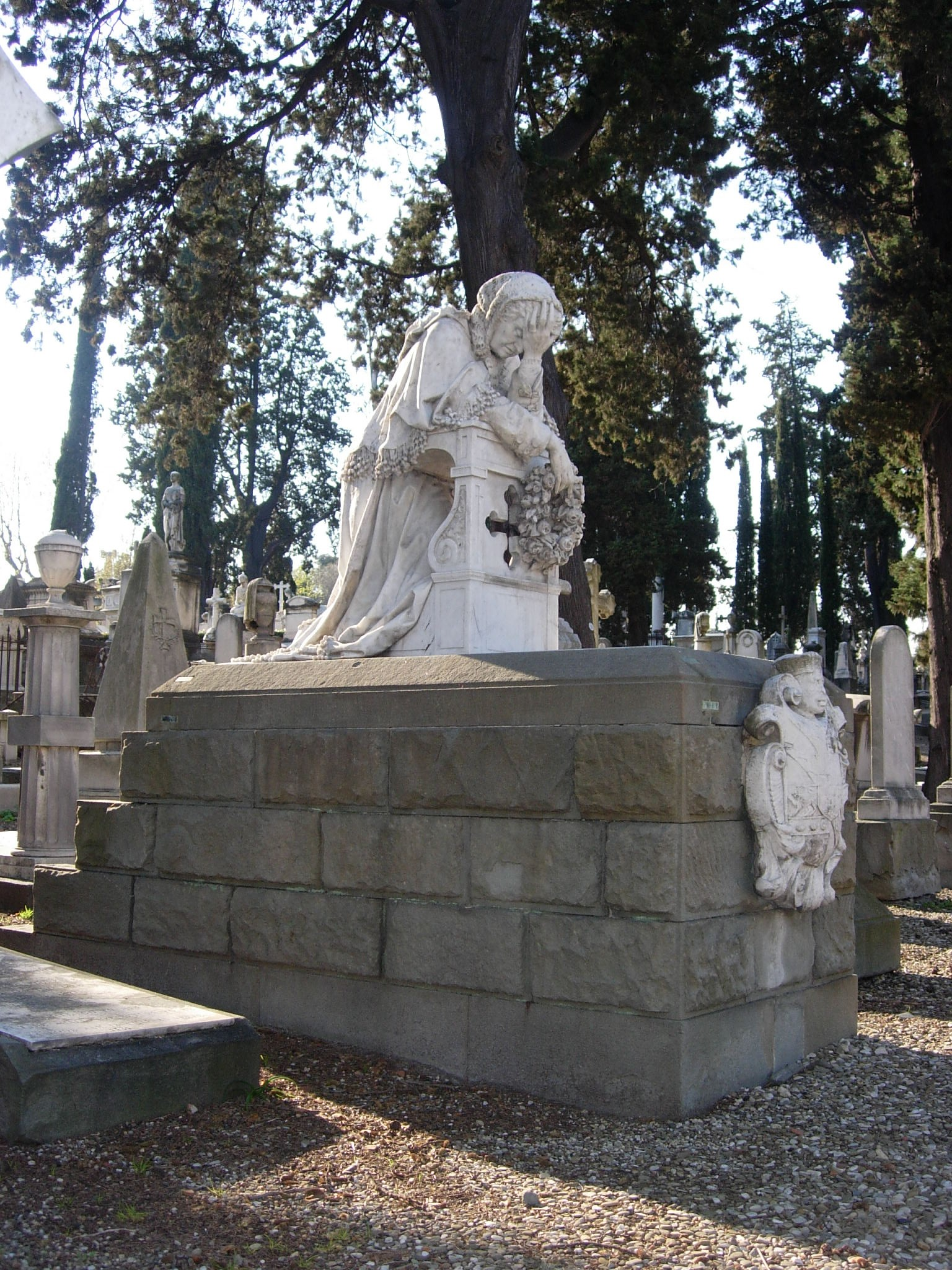

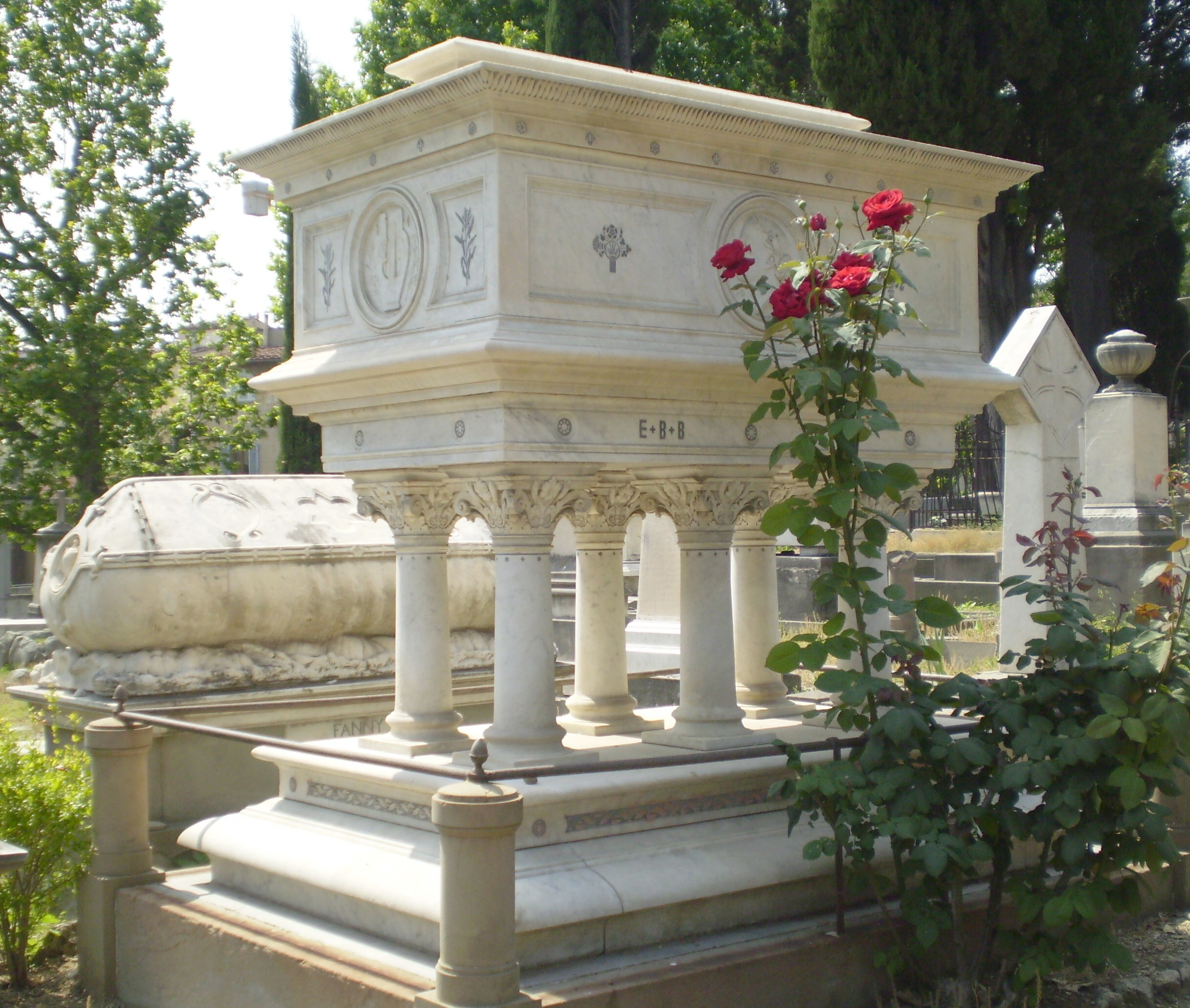
Могила Элизабет Барретт Браунинг

Начало строительства относится к 1828 году. Вначале возникло, как кладбище для протестантов и православных христиан, которых до этого хоронили в Ливорно, за 100 км от Флоренции. Швейцарская реформатская церковь выкупила землю за крепостной стеной и Воротами Пинти во Флоренции для захоронения англоязычных писателей и художников, составлявших в то время самую большую группу иностранцев во Флоренции. Строительство было поручено архитекторам Карло Рейшаммеру и Джузеппе Поджи.
Позже здесь хоронили американцев, британцев, русских, евреев, французов, немцев, датчан, швейцарцев и др.
К 1875 году здесь было похоронено 433 человека. В 1877 году кладбище закрыли для новых захоронений.
Ныне здесь находятся 1409 гробниц писателей, художников, торговцев и других видных деятелей культуры из 16 разных стран, что свидетельствует о важности и культурной активности колонии иностранцев в городе.

## Описание
Кладбище расположено на плоском холме, покрытом деревьями, в основном кипарисами, разделено на четыре квадрата двумя тропинками, расположенными под прямым углом друг к другу. На перечении установлен столб с каменным крестом, который Прусский короли Фридрих Вильгельм IV воздвиг в 1858 году. Сейчас имеет овальную форму. У входа расположена небольшая библиотека с материалами, связанными с историей кладбища и людьми, похороненными на кладбище.

## Известные персоналии, похороненные на Английском кладбище Флоренции
- Александер, Франческа, американская художница
- Браунинг, Элизабет Барретт, английская поэтесса
- Клаф, Артур Хью, английский поэт
- Лэндор, Уолтер Сэвидж, английский поэт
- Паркер, Теодор, американский писатель, богослов
- Пауэрс, Хирам, американский скульптор
- Стэнхоуп, Джон, английский художник
- Троллоп, Фрэнсис, английская писательница
- Харт, Джоэл Таннер американский скульптор